# Ivan Sokolnikoff
Ivan Stephan Sokolnikoff (Chernihiv, 1901 — Santa Mônica, Califórnia, 16 de abril de 1976) foi um matemático estadunidense nascido na Rússia.

## Obras
- com Elizabeth Stafford (Elizabeth Sokolnikoff): Higher Mathematics for Engineers and Physicists, McGraw Hill, 1934, 2ª edição, 1941, archive.org
- com Raymond M Redheffer: Mathematics of physics and modern engineering, McGraw Hill 1958, 2ª edição, 1966
- The Mathematical Theory of Elasticity, McGraw Hill, 1946, 2ª edição, 1956
- Tensor Analysis - Theory and applications to geometry and mechanics of continua, Wiley 1951, 2ª edição 1964
- Advanced Calculus, McGraw Hill, 1939